# Lago de Moiry
O Lago Moiry é um lago artificial localizado no município de Grimentz, Suíça.
O lago tem uma área de 1,40 km ² e localiza-se a uma altitude de 2.249 m. A profundidade máxima é de 120 m. A barragem que lhe deu origem tem 148 m de altura e foi concluída em 1958.